# جامعة الأغواط
جامعة عمار ثليجي هي جامعة جزائرية تقع بولاية الأغواط هي تجسيد سياسة لامركزية التعليم العالي، التي تنتهجها الجزائر منذ الثمانينات.
أنشأت الجامعة بموجب مرسوم التنفيذي رقم: 01-270 المؤرخ في 19 سبتمبر 2001،
وهي تحمل اسم المجاهد علي ثليجي المدعو «عمار» رائد سلاح الإشارة في جيش التحرير الوطني، وقد مرت الجامعة قبل أن تلتحق بمصف الجامعات الوطنية بعدة مراحل.
إن التعليم الجامعي بولاية الأغواط نشأ وتبلور في بداية الأمر بموجب المرسوم رقم: 86-165 المؤرخ في 05أوت 1986 المتضمن إنشاء المدرسة الوطنية العليا لأساتذة التعليم التقني.
10 ماي 1997المدرسة العليا للتعليم التقني تتحول إلى مركز جامعي طبقا للمرسوم رقم 157-97 بتاريخ 10 ماي 1997. ضم هذا المركز أربع معاهد: معهد الهندسة الكهربائية، والهندسة الميكانيكية، والهندسة المدنية، والعلوم الاقتصادية.
وتم فتح فروع أخرى أيضا منها الكيمياء الصناعية سنة 1997، والمعلوميات، والحقوق، والتسيير سنة 1998، والبيولوجيا، وعلم النفس سنة 2000.
إضافة إلى ما تقدم، تميزت هذه المرحلة بفتح أولى الدراسات ما بعد التدرج سنة 1995 في فرع المواد، تخصصي العلوم وهندسة الأسطح، ومواد الهندسة المدنية
لقد ضمت هذه المدرسة في البداية التخصصات التالية: ليسانس تعليم تقني في: الإلكترونيك، الكتروتقني، الهندسة ميكانيكية، الهندسة مدنية. حيث بلغ عدد الطلبة بها خلال السنة الجامعية 1986/1987 : 314 طالبا يؤطرهم 23 أستاذا دائما.

## وصلة خارجية
الموقع الرسمي للجامعة
مرسوم انشاء الجامعة 270-1 ل19 سبتمبر 2001
مرسوم 165-86 ل 05 أوت 1986